# Puchar Świata w biathlonie 1983/1984
Puchar Świata w biathlonie 1983/1984 – 7. edycja zawodów o Puchar Świata w tej dyscyplinie sportu. Cykl rozpoczął się 6 stycznia 1984 biegiem indywidualnym w szwedzkim Falun, zaś zakończył się 10 marca 1984 w norweskim Holmenkollen, biegiem sztafetowym. W połowie lutego w Sarajewie odbyły się igrzyska olimpijskie.
Klasyfikację generalną wygrał po raz pierwszy w karierze Frank-Peter Roetsch reprezentujący NRD zdobywając w sumie 139 punkty, drugi Peter Angerer reprezentujący RFN stracił do niego 1 punkt, a trzeci Eirik Kvalfoss stracił 5 punktów reprezentujący Norwegię. Wśród kobiet triumfowała Mette Mestad zdobywając 54 punkty, druga Sanna Grønlid straciła 1 punkt a trzecia Gry Østvik 2 punkty, wszystkie reprezentowały Norwegię.

## Kalendarz zawodów
Sezon rozpoczął się od startów w szwedzkim Falun, początkiem stycznia. W lutym biathloniści zagościli w Sarajewie podczas igrzysk olimpijskich. W marcu biathloniści rywalizowali na ostatnich zawodach sezonu w Norwegii.

## Zaplanowane starty
| Mężczyźni    |                |   |   |   |
| Falun        | 6-8 stycznia   | ● | ● | ● |
| Pontresina   | 12–15 stycznia | ● | ● | ● |
| Ruhpolding   | 19–22 stycznia | ● | ● | ● |
| Oberhof      | 1–4 marca      | ● | ● | ● |
| Holmenkollen | 7-10 marca     | ● | ● | ● |
| Kobiety      |                |   |   |   |
| Falun        | 6-8 stycznia   | ● | ● |   |
| Ruhpolding   | 19–22 stycznia | ● | ● |   |
| Lygna        | 7-11 marca     | ● | ● |   |

## Wyniki

### Mężczyźni
| Lp.                                                                | Data             | Miejsce      | Konkurencja       | 1. miejsce                                                                      | 2. miejsce                                                                   | 3. miejsce                                                                 |
| ------------------------------------------------------------------ | ---------------- | ------------ | ----------------- | ------------------------------------------------------------------------------- | ---------------------------------------------------------------------------- | -------------------------------------------------------------------------- |
| 1.                                                                 | 6 stycznia 1984  | Falun        | Bieg indywidualny | Odd Lirhus                                                                      | Yvon Mougel                                                                  | Tapio Piipponen                                                            |
| 2.                                                                 | 7 stycznia 1984  | Falun        | Sprint            | Algimantas Šalna                                                                | Risto Punkka                                                                 | Eirik Kvalfoss                                                             |
| 3.                                                                 | 8 stycznia 1984  | Falun        | Sztafeta          | ZSRR I Dmitrij Wasiljew · Jurij Kaszkarow · Algimantas Šalna · Siergiej Bułygin | ZSRR II Andriej Niepiein · Ewen Tudeberg · Andriej Zienkow · Piotr Miłoradow | NRD Jürgen Wirth · André Sehmisch · Karsten Langhelm · Maik Dietz          |
| 4.                                                                 | 12 stycznia 1984 | Pontresina   | Bieg indywidualny | Fritz Fischer                                                                   | Frank-Peter Roetsch                                                          | Holger Wick                                                                |
| 5.                                                                 | 14 stycznia 1984 | Pontresina   | Sprint            | Eirik Kvalfoss                                                                  | Frank-Peter Roetsch                                                          | Ralf Göthel                                                                |
| 6.                                                                 | 15 stycznia 1984 | Pontresina   | Sztafeta          | Norwegia Eirik Kvalfoss · Øivind Nerhagen · Odd Lirhus · Svein Engen            | ZSRR Pawieł Antipow · Siergiej Antonow · Oleg Zawjałow · Konstantin Wajgin   | RFN Stefan Höck · Walter Pichler · Peter Angerer · Fritz Fischer           |
| 7.                                                                 | 19 stycznia 1984 | Ruhpolding   | Bieg indywidualny | Peter Angerer                                                                   | Tapio Piipponen                                                              | Rolf Storsveen                                                             |
| 8.                                                                 | 21 stycznia 1984 | Ruhpolding   | Sprint            | Peter Angerer                                                                   | Terje Krokstad                                                               | Frank-Peter Roetsch                                                        |
| 9.                                                                 | 22 stycznia 1984 | Ruhpolding   | Sztafeta          | NRD Holger Wick · Frank-Peter Roetsch · Matthias Jacob · Frank Ullrich          | RFN Stefan Höck · Walter Pichler · Peter Angerer · Fritz Fischer             | Norwegia Rolf Storsveen · Odd Lirhus · Terje Krokstad · Kjell Søbak        |
| Zimowe Igrzyska Olimpijskie 1984 w Sarajewie (11 – 17 lutego 1984) |                  |              |                   |                                                                                 |                                                                              |                                                                            |
| 10.                                                                | 1 marca 1984     | Oberhof      | Bieg indywidualny | Jurij Kaszkarow                                                                 | Frank-Peter Roetsch                                                          | Dmitrij Wasiljew                                                           |
| 11.                                                                | 3 marca 1984     | Oberhof      | Sprint            | Frank-Peter Roetsch                                                             | Algimantas Šalna                                                             | Peter Angerer                                                              |
| 12.                                                                | 4 marca 1984     | Oberhof      | Sztafeta          | ZSRR Dmitrij Wasiljew · Jurij Kaszkarow · Algimantas Šalna · Siergiej Bułygin   | NRD Holger Wick · Frank-Peter Roetsch · Matthias Jacob · Ralf Göthel         | Norwegia Odd Lirhus · Terje Krokstad · Øivind Nerhagen · Eirik Kvalfoss    |
| 13.                                                                | 7 marca 1984     | Holmenkollen | Bieg indywidualny | Peter Angerer                                                                   | Fritz Fischer                                                                | Alfred Eder                                                                |
| 14.                                                                | 8 marca 1984     | Holmenkollen | Sprint            | Eirik Kvalfoss                                                                  | Peter Angerer                                                                | Frank-Peter Roetsch                                                        |
| 15.                                                                | 10 marca 1984    | Holmenkollen | Sztafeta          | Norwegia I Johnny Rognstad · Eirik Kvalfoss · Rolf Storsveen · Kjell Søbak      | NRD André Sehmisch · Frank-Peter Roetsch · Matthias Jacob · Ralf Göthel      | RFN Walter Pichler · Fritz Fischer · Herbert Fritzenwenger · Peter Angerer |

### Kobiety
| Lp.                                                                 | Data             | Miejsce    | Konkurencja       | 1. miejsce    | 2. miejsce    | 3. miejsce    |
| ------------------------------------------------------------------- | ---------------- | ---------- | ----------------- | ------------- | ------------- | ------------- |
| 1.                                                                  | 6 stycznia 1984  | Falun      | Bieg indywidualny | Gry Østvik    | Siv Bråten    | Aino Kallunki |
| 2.                                                                  | 7 stycznia 1984  | Falun      | Sprint            | Aino Kallunki | Anette Bouvin | Sanna Grønlid |
| 3.                                                                  | 19 stycznia 1984 | Ruhpolding | Bieg indywidualny | Mette Mestad  | Siv Bråten    | Sanna Grønlid |
| 4.                                                                  | 21 stycznia 1984 | Ruhpolding | Sprint            | Gry Østvik    | Mette Mestad  | Siv Bråten    |
| Mistrzostwa Świata w Biathlonie 1984 w Chamonix (29 lutego-4 marca) |                  |            |                   |               |               |               |
| 7.                                                                  | 10 marca 1984    | Lygna      | Bieg indywidualny | Sanna Grønlid | Siv Bråten    | Gry Østvik    |
| 8.                                                                  | 11 marca 1984    | Lygna      | Sprint            | Anette Bouvin | Eva Lundgren  | Mette Mestad  |

## Klasyfikacja

### Mężczyźni
| Miejsce | Zawodnik            | Punkty |
| ------- | ------------------- | ------ |
| 1.      | Frank-Peter Roetsch | 139    |
| 2.      | Peter Angerer       | 138    |
| 3.      | Eirik Kvalfoss      | 134    |
| 4.      | Fritz Fischer       | 130    |
| 5.      | Ralf Göthel         | 122    |
| 6.      | Odd Lirhus          | 110    |
| 7.      | Terje Krokstad      | 107    |
| 8.      | Tapio Piipponen     | 95     |
| 9.      | Yvon Mougel         | 93     |
| 10.     | Jan Matouš          | 85     |

| Miejsce | Zawodnik         | Punkty |
| ------- | ---------------- | ------ |
| 10.     | Jurij Kaszkarow  | 85     |
| 10.     | Rolf Storsveen   | 85     |
| 13.     | Matthias Jacob   | 84     |
| 13.     | Algimantas Šalna | 84     |
| 13.     | Holger Wick      | 84     |
| 16.     | Risto Punkka     | 83     |
| 17.     | Alfred Eder      | 76     |
| 18.     | Øivind Nerhagen  | 67     |
| 18.     | Francis Mougel   | 67     |
| 20.     | Eric Claudon     | 63     |

### Kobiety
| Lp. | Zawodnik      | Punkty |
| --- | ------------- | ------ |
| 1.  | Mette Mestad  | 54     |
| 2.  | Sanna Grønlid | 53     |
| 3.  | Gry Østvik    | 52     |
| 4.  | Siv Bråten    | 51     |
| 5.  | Aino Kallunki | 49     |
| 6.  | Eva Lundgren  | 48     |
| 7.  | Anette Bouvin | 43     |
| 7.  | Aila Flyktman | 43     |
| 9.  | Doris Niva    | 35     |
| 10. | Bente Mestad  | 27     |